# Byasa crassipes
Byasa crassipes es una especie de mariposas de la familia de los papiliónidos.